# Sankt-Flannan-Kathedrale

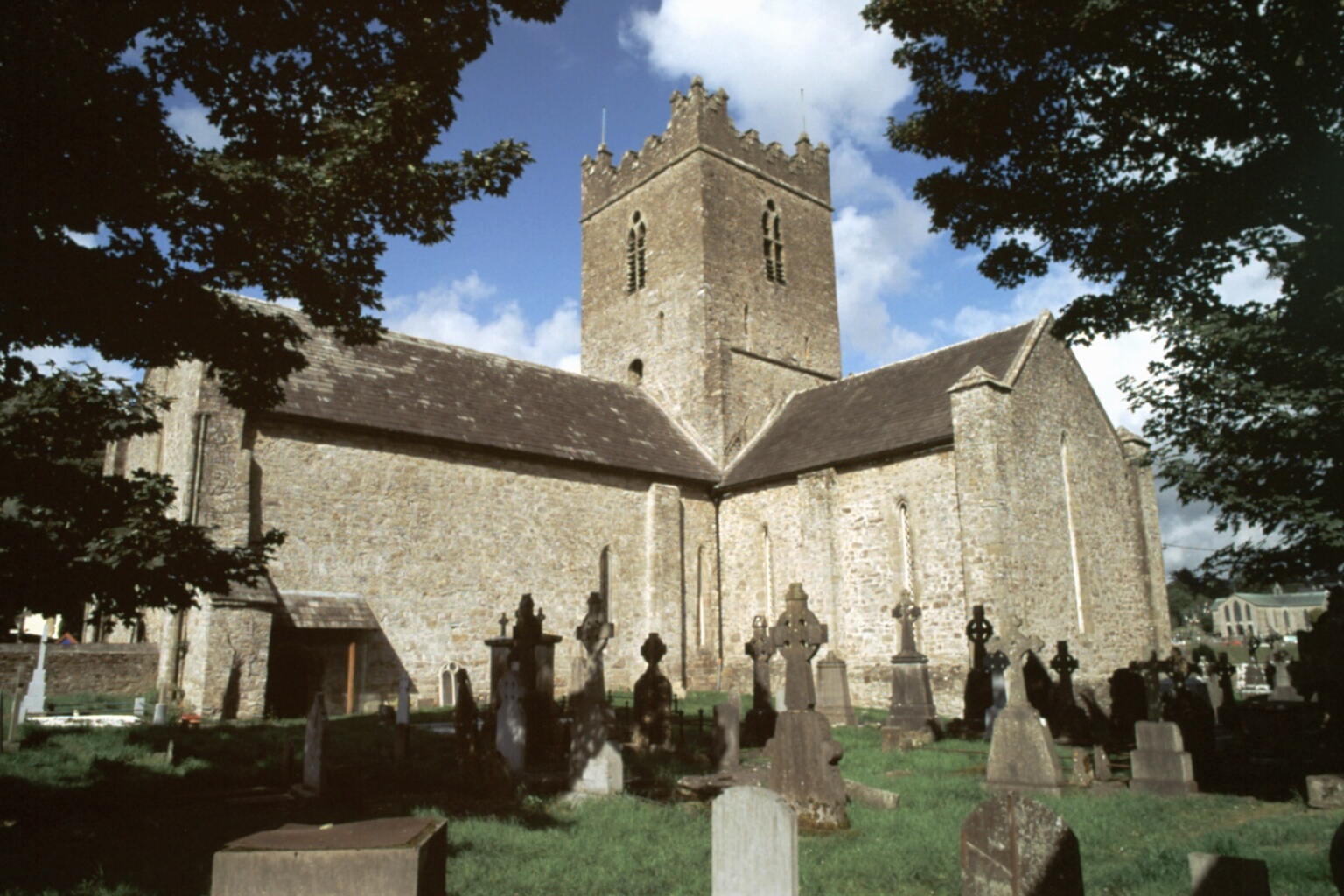
Südwestansicht der Kathedrale

Die Sankt-Flannan-Kathedrale (englisch: St. Flannan’s Cathedral) ist eine Kathedrale in Killaloe im irischen County Clare. Sie war bis 1976 die Bischofskirche für die Diözese Killaloe der Church of Ireland. Seit 1976 sind die Diözesen Killaloe und Limerick miteinander vereinigt. Dennoch hat die Kirche den Status einer Kathedrale behalten. Seit der Reformation gehört die Kirche nicht mehr der katholischen Kirche. Die Bauarbeiten der Kirche begannen frühestens um 1195 und wurden um 1225 abgeschlossen.
In der Kathedrale befindet sich der Ogham-Runenstein von Killaloe.

## Geschichte
Über den Namensgeber der Kathedrale, Flannan, ist fast nichts bekannt. Er lässt sich nicht einmal zeitlich einordnen. Eine im 12. Jahrhundert erstellte Hagiographie ist aus historischer Sicht ohne Wert. Es gibt den Verdacht, dass er identisch sein könnte mit Flannan von Cill Ard im Westen Clares, der 778 verstarb. Sein Gedenktag ist der 18. Dezember.
Killaloe wurde erst im 11. Jahrhundert zum Bischofssitz mit Domnall Ua hÉnna als erstem Bischof. Dies geschah auf das Betreiben der Könige Toirrdelbach und Muirchertach Ua Briain, beides Nachfahren Brian Borus, der in Killaloe geboren ist. Auf der Synode von Rathbreasail im Jahr 1111 wurde der Bischofssitz bestätigt und dem neu geschaffenen Erzbistum von Cashel zugeordnet, dessen erster Erzbischof Maol Muire Ua Dunáin wurde, der zuvor als zweiter Bischof von Killaloe genannt wurde.
1185 wurden alle Kirchen und Häuser in Killaloe von Cathal Carragh niedergebrannt. In der Zeit zwischen 1192 und 1195 vergrößerte sich die Diözese deutlich durch die Integration der alten Bischofssitze von Iniscathy und Roscrea, wodurch sich wohl auch die Einkommensquellen der Diözese verbesserten, so dass ein Neubau der Kathedralskirche möglich wurde.
Einer Einladung folgend hielt sich Prinz Johann 1197 in Killaloe auf und 1217 kam mit Robert Travers ein erster Engländer auf den Bischofssitz. Dieser Einfluss könnte eine Erklärung dafür sein, dass im Westen Irlands in dieser Zeitperiode diese Kirchen dem damaligen englischen Stil am nächsten kam.

## Architektur

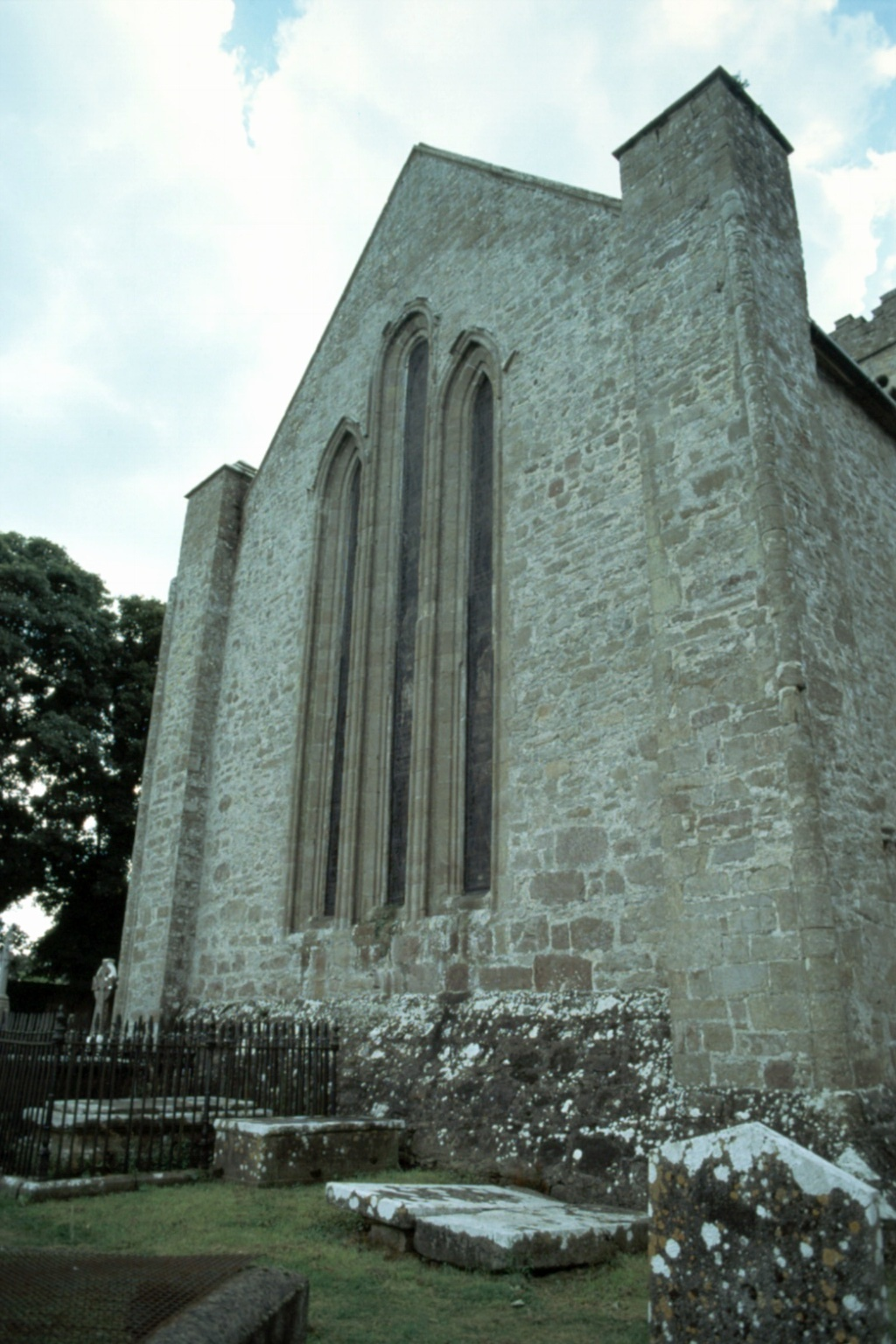
Ostfenster des Chors von Nordosten aus gesehen

Von der früheren, im romanischen Stil gehaltenen Kirche ist ein Türbogen in die Südwestecke des nachfolgenden Kirchenschiffs integriert worden. Die jetzige, zwischen 1182 und 1225 errichtete Kirche fällt in das Ende der Übergangsphase zwischen Romanik und Gotik. Der Chor ist der frühesten Bauperiode um 1200 zuzurechnen. Hier gibt es bei dem großen Ostfenster auffallende Ähnlichkeiten zur Kathedrale in Kilfenora, so dass Leask vermutet, dass bei beiden Kathedralen der gleiche Meister tätig gewesen sein könnte. Danach entstanden die beiden Querschiffe und zuletzt das etwa um 1225 fertiggestellte Kirchenschiff.
Insgesamt hat die Kirche die Form eines Kreuzes ohne Seitenschiffe oder Anbauten. Über der Vierung wurde ein Turm errichtet. Diese Grundstruktur ist trotz verschiedener Reparaturmaßnahmen in den folgenden Jahrhunderten unverändert geblieben. Unter anderem wurde im späteren Mittelalter das nördliche Querschiff erneuert und mit einer Wand versehen, so dass der Zugang nur durch eine Tür möglich ist.
Der Turm wurde zweimal nachträglich erhöht. Der erste Umbau erfolgte unter dem Bischof William Knox, der 1795 den Turm um 4,5 Meter erhöhen ließ. 1892 kamen weitere 1,5 Meter hinzu, um Kirchenglocken einhängen zu können. Die Gesamthöhe beträgt jetzt 24,3 Meter.